# 2002 VX130
2002 VX130, também escrito como 2002 VX130, é um objeto transnetuniano que está localizado no Cinturão de Kuiper, uma região do Sistema Solar. Este corpo celeste é classificado como um plutino, pois, o mesmo está em uma ressonância orbital de 2:3 com o planeta Netuno. Ele possui uma magnitude absoluta de 8,5 e tem um diâmetro estimado com 88 km.

## Descoberta
2002 VX130 foi descoberto no dia 7 de novembro de 2002, pelo astrônomo Marc W. Buie.

## Órbita
A órbita de 2002 VX130 tem uma excentricidade de 0,223 e possui um semieixo maior de 39,503 UA. O seu periélio leva o mesmo a uma distância de 30,710 UA em relação ao Sol e seu afélio a 48,296 UA.